# Smolov (Mrákov)
Smolov je malá vesnice, část obce Mrákov v okrese Domažlice v Plzeňském kraji. Nachází se asi dva kilometry severovýchodně od Mrákova. Je zde evidováno 17 adres. V roce 2011 zde trvale žilo 35 obyvatel.
Smolov leží v katastrálním území Smolov u Domažlic o rozloze 0,8 km².

## Historie
První písemná zmínka o vesnici pochází z roku 1392.

## Obyvatelstvo
| Rok            | 1869 | 1880 | 1890 | 1900 | 1910 | 1921 | 1930 | 1950 | 1961 | 1970 | 1980 | 1991 | 2001 | 2011 | 2021 |
| -------------- | ---- | ---- | ---- | ---- | ---- | ---- | ---- | ---- | ---- | ---- | ---- | ---- | ---- | ---- | ---- |
| Počet obyvatel | 77   | 60   | 59   | 69   | 76   | 76   | 74   | 51   | 57   | 56   | 28   | 35   | 30   | 35   | 30   |
| Počet domů     | 15   | 16   | 14   | 14   | 14   | 14   | 16   | 15   | 15   | 13   | 9    | 10   | 15   | 16   | 16   |

## Obecní správa
Při sčítání lidu v letech 1850–1959 Smolov byl osadou obce Spáňov v okrese Domažlice. Od roku 1960 je částí obce Mrákov v okrese Domažlice.

## Pamětihodnosti
Na severním okraji vesnice se nachází pozůstatky hradiště Tuhošť z desátého až dvanáctého století.

## Další fotografie

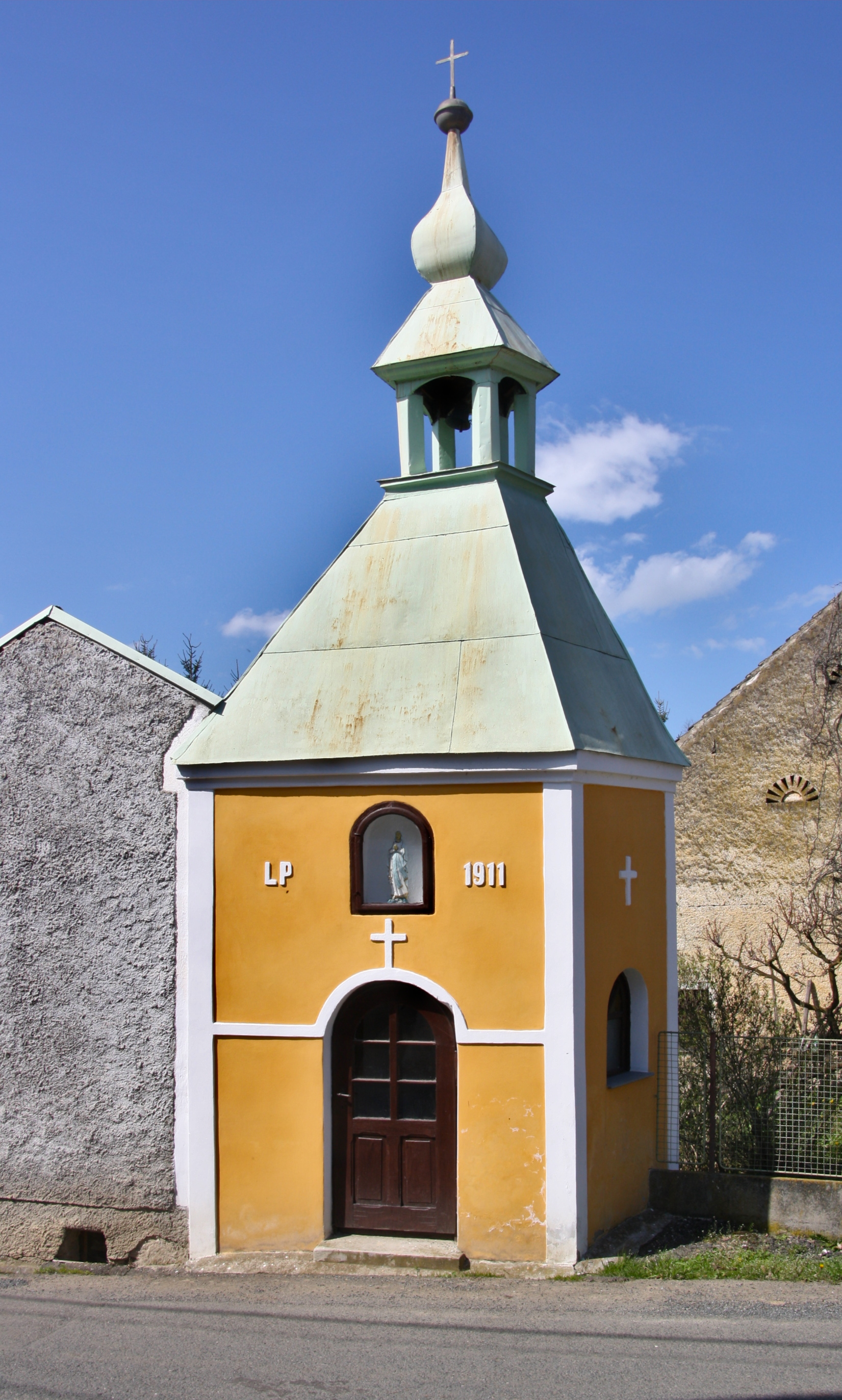
Kaple u návsi
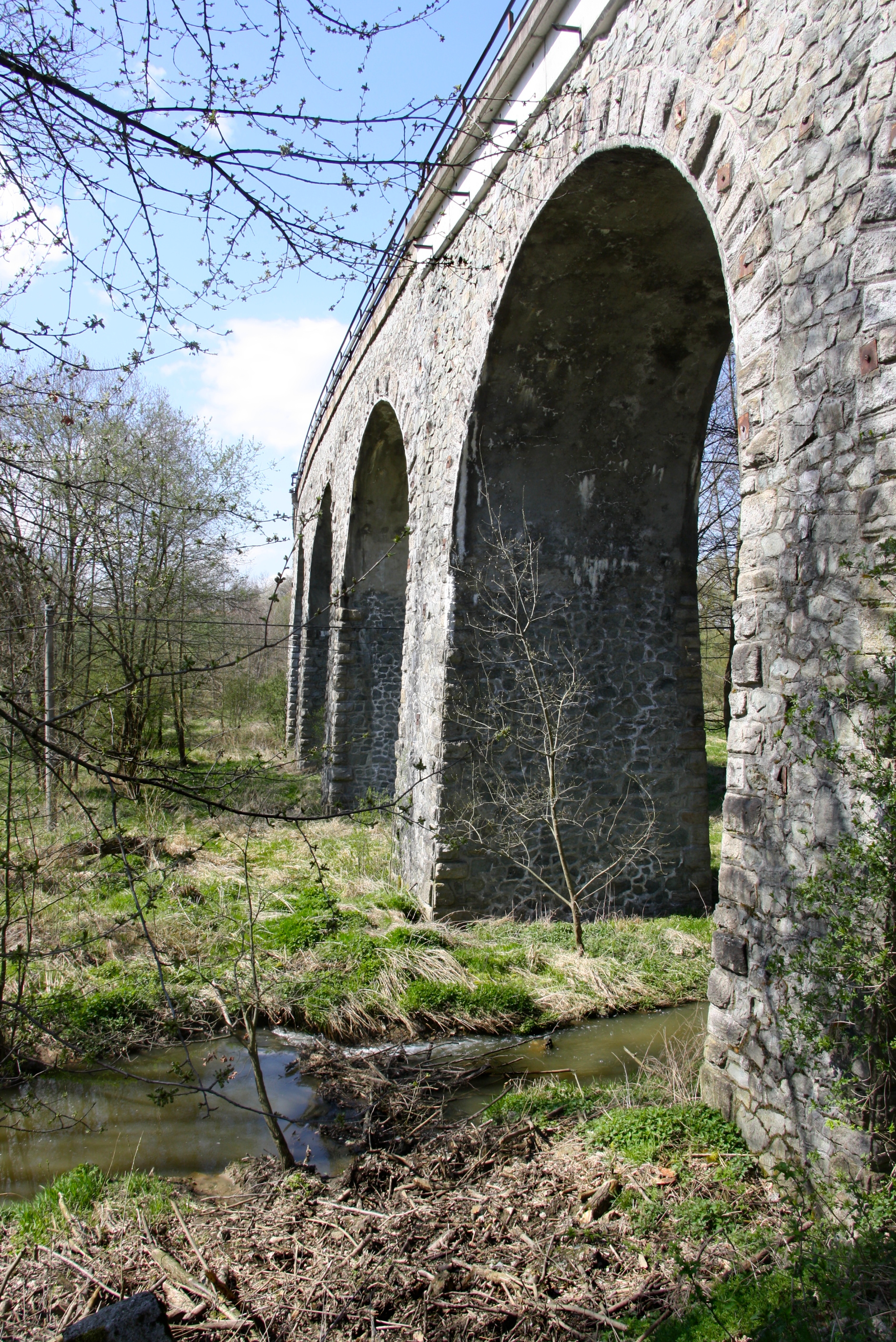
Smolovský viadukt
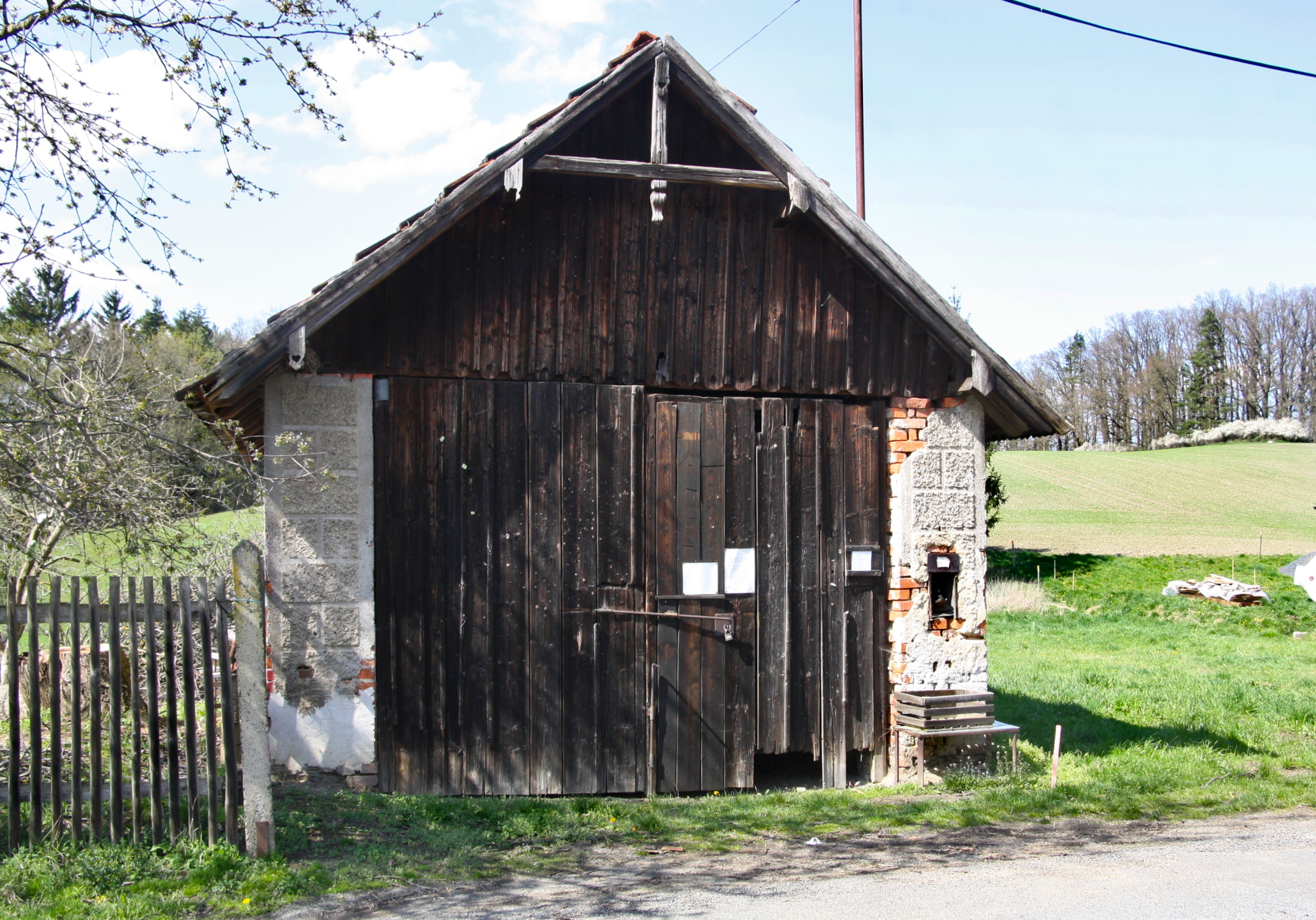
Stará hasičárna
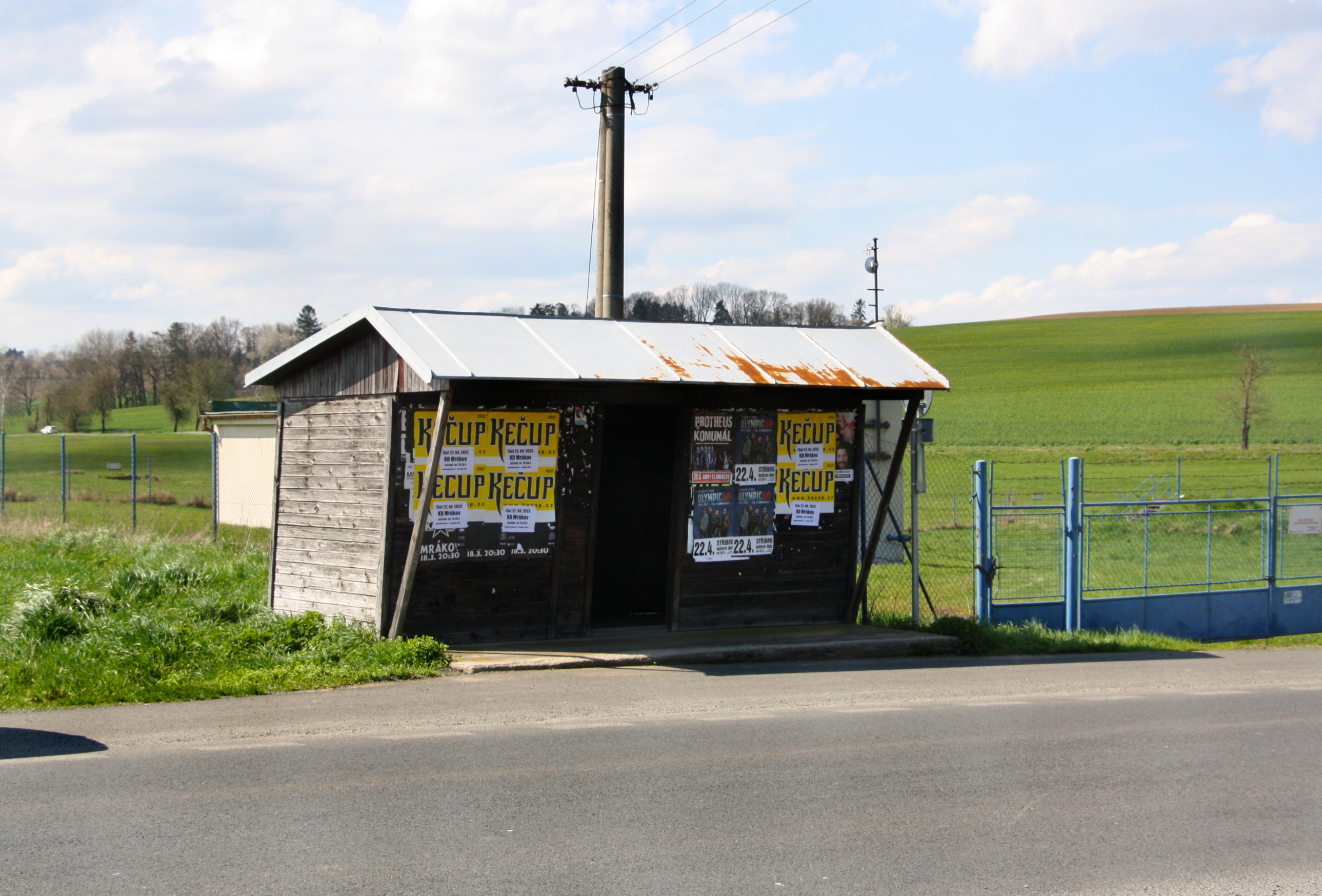
Zastávka